# Rivière Drouin
Rivière Drouin är ett vattendrag i Kanada.   Det ligger i provinsen Québec, i den sydöstra delen av landet, 290 km norr om huvudstaden Ottawa. Rivière Drouin ligger vid sjön Lac Letondal.
I omgivningarna runt Rivière Drouin växer i huvudsak blandskog. Trakten runt Rivière Drouin är nära nog obefolkad, med mindre än två invånare per kvadratkilometer.